# Basseterre

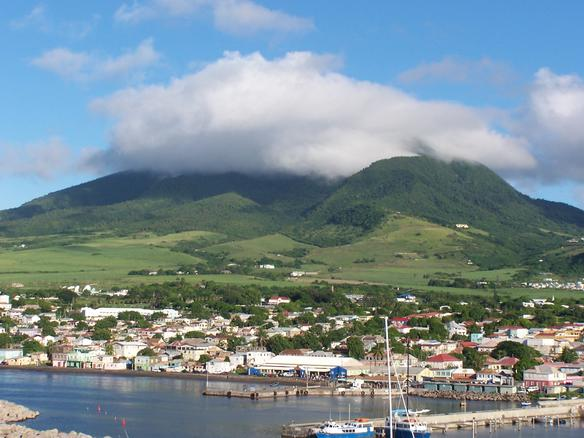
Vista panorâmica sobre a cidade.

Basseterre (pronunciado em inglês: [bæsˈtɛər]; pronunciado no original francês: [bɑstɛʁ]) é a capital de São Cristóvão e Neves, com aproximadamente 14 000 habitantes (est. 2018). A cidade encontra-se situada na ilha de São Cristóvão, no mar do Caribe (ou Caraíbas), e representa um dos principais portos comerciais das ilhas de Ilhas de Sotavento caribenhas.

## Etimologia da palavra
Basseterre vem do francês e significa terra baixa.

## História
Basseterre foi fundada pelos franceses em 1627. Durante o governo de De Poincy, entre 1639 e 1660, a cidade estava localizada em um ponto estratégico que permitiu desenvolver uma importante atividade portuária.
A ilha de São Cristóvão e consequentemente a cidade de Basseterre, sofreram a fúria da natureza em varias ocasiões, furacões e terremotos são constantes. A história diz que o ano de 1876 foi o mais catastrófico, e que a cidade foi devastada não só pelos fenômenos anteriormente citados, mas também por um incêndio que levou a cidade o pó. Por essa razão muitos dos edifícios franceses desapareceram do mapa da cidade, existindo apenas poucos vestígios, como a Casa Georgiana, localizada na Praça da Independência, que hoje tornou-se um bar/restaurante.

## Geografia
A cidade de Basseterre se encontra ao sul da ilha de São Cristóvão, no Mar do Caribe (Caraíbas). Graças à sua localização tropical, a cidade goza de um clima agradável para o turismo, e também para o desenvolvimento e reprodução da flora típica da região. A cidade conta com uma vegetação exuberante, montanhas vulcânicas, selvas tropicais e campos de cana-de-açúcar, uma das maiores fontes de emprego das Antilhas.

## Economia
A cidade de Basseterre se estabeleceu como um centro financeiro no Caribe Oriental. É sede da sede do Banco Central do Caribe Oriental, bem como da Bolsa de Valores do Caribe Oriental, que lista os valores mobiliários de empresas e corporações da região. Além da atividade financeira, o turismo e produção de açúcar possuem importância na economia da cidade.